# Loldrup Sø
Loldrup Sø er en privatejet sø der ligger nord for Viborg Nørresø, som den også har afløb til via Nørremølle Å, og er således en del af Gudenåens afvandingsområde. Loldrup Sø ligger i en tunneldal, der går fra Mariager Fjord til Hald Sø.
Loldrup Sø modtager vand fra henholdsvis Nørremølle Å mod nord og Stigsbæk mod øst.
Søens er omgivet af intensivt dyrkede landbrugsarealer. De tættest beliggende arealer er udlagt som eng eller græsmarker, der afgræsses af kreaturer eller får.
I Loldrup Sø er lever der ifølge en undersøgelse udført af det daværende Viborg Amt i 2003, fiskearterne brasen, skalle, gedde, aborre, sandart, hork, karpe og ål, og der har tidligere været et betydeligt fiskeri i søen.

## Eksterne kilder og henvisninger
- Danmarks Søer, Søerne i Nordjyllands og Viborg Amter, af Thorkild Høy m.fl. ISBN 87-7717-200-0
- Om Loldrup Sø Arkiveret 8. februar 2022 hos  Wayback Machine på Viborg Kommunes websted

56°29′17.47″N 9°26′46.28″Ø / 56.4881861°N 9.4461889°Ø